# Nikolai Cernîșevski
Nikolai Gavrilovici Cernîșevski, în rusă Никола́й Гаври́лович Черныше́вский, (n. 12 iulie 1828 - d. 17 octombrie 1889) a fost un luptător social, filozof materialist, scriitor, jurnalist și critic literar rus.
A fost adept al mișcării socialiste de tip utopic, iar în literatură s-a înscris în Școala naturală a lui Vissarion Belinski.

## Biografie
Cernîșevski s-a născut în 1828 la Saratov ca fiu al unui preot.
Pentru a urma tradiția familiei, este înscris la seminarul din orașul natal.
Dar spre nemulțumirea părinților, Cernîșevski, care studiase lucrări filozofice de Belinski, Gherten și alți revoluționari, urmează Universitatea din Sankt Petersburg, unde studiază filologia.
Astfel în perioada 1853 - 1862, locuiește în marea metropolă rusă.
Aici urmărește cu interes evenimentele revoluționare care au loc în 1848 - 1849 în vestul Europei.
Fiind de partea națiunilor insurgente, pentru convingerile sale politice, în 1862 este arestat de țarul Nicolae I al Rusiei.

## Atitudini și concepții
Adversar al aristocrației, Cernîșevski susținea necesitatea preluării puterii de către clasa cea mai de jos, formată din agricultori și muncitori.
Ideile sale utopice sunt similare cu cele ale socialistului francez Charles Fourier.
Cernîșevski considera însă că această tranziție a puterii nu poate avea loc pașnic, decât printr-o mișcare revoluționară.
În ceea ce privește arta, filozoful rus susținea necesitatea corelării acesteia cu realitatea, respingând idealismul abstract și steril.
Filozofia sa era una materialistă și o armă de luptă politică.
Subliniind legătura dintre filozofie și viața socială, lucrările sale filozofice aveau un caracter critic, combativ.
Concepțiile lui Cernîșevski au avut o influență covârșitoare asupra lui Lenin și a celorlalți socialiști ruși.

## Opera literară
- 1853: Raporturile estetice ale artei față de realitate ("Esteticeskie otnoșeniia iscusstva k deistvitelnosti");
- 1855: Schițe ale perioadei gogoliene a literaturii ruse ("Ocerki gogolevskogo perioda russkoi literaturi");
- 1863: Ce-i de făcut? (" Что делать?").